# ТЕС Сдом
ТЕС Сдом (Содом) — теплова електростанція на сході Ізраїлю. 
Біля південного завершення Мертвого моря знаходиться виробничий майданчик компанії Dead Sea Works (DSW), котра є потужним виробником поташу, а також інших хімчних продуктів. З 1997-го вона використовувала власну електростанцію номінальною потужністю 110 МВт, обладнану двома двигунами внутрішнього згоряння MAN 9K80MC-S потужністю по 61 МВт, котрі споживали нафтопродукти.
У 2016 році стала до ладу більш потужна Сдом II з показником у 220 МВт, споруджена на заміну введених у 1997 році генераторних установок. Вона створена за технологією комбінованого парогазового циклу та має одну газову турбіну, котра через котел-утилізатор живить одну парову турбіну. Окрім електроенергії цей об’єкт також продукує 330 тон пари для технологічних потреб DSW.
Паливо постачається через Південний газопровід.
Надлишок електроенергії може постачатись до енергосистеми країни через ЛЕП, розраховану на роботу під напругою 161 кВ.